# Андре Буаклер
Андре́ Буакле́р (фр. André Boisclair; 14 квітня 1966, Монреаль) — квебекський політик, лідер Квебекської партії у 2005—2007 роках.

## Біографічні дані
Народився 14 квітня 1966 року у місті Монреаль. З 25 вересня 1989 до серпня 2004 — депутат Національної асамблеї (парламенту) Квебеку. За цей час неодноразово обіймав посаду міністра.
У 2004 році добровільно пійшов у відставку й поспупив у Гарвардський університет, де отримав ступінь магістра державного управління. 15 листопада 2005 року Буаклера обрано лідером Квебекської партії, а 14 серпня 2006 — депутатом Національної асамблеї.

## Невдачі Буаклера
Численні спостерігачі вважають, що молодому лідерові бракує досвіду, впевненості у собі та дипломатичних здібностей. Помилкою вважають його участь у гумористичному телевізійному скетчі, що висміював американського президента Джорджа Буша та канадського прем'єр-міністра Стівена Гарпера. Дехто звинувачує Буаклера у дещо авторитарному стилі керівництва.
Ці звинувачення і помилки сприяли збільшенню рейтингу головного конкурента Буаклера — Жана Шаре, лідера Ліберальної партії Квебеку.
Після поразки його партії на виборах 26 березня 2007 року, критика на адресу Буаклера зростає. За його спиною починаються інтриги, спрямовані на його усунення. 8 травня 2007 Андре Буаклер йде у відставку з поста керівника Квебекської партії.

## Особисте життя
Андре Буаклер гей.